# سیتروس قرمز ۲
سیتروس قرمز ۲ (به انگلیسی: Citrus Red 2) یک ترکیب شیمیایی با شناسه پاب‌کم ۹۵۷۰۲۲۵ است. شکل ظاهری این ترکیب، جامد زرد تیره یا پودر قرمز نارنجی است.